# باهرة مرمرية
باهرة مرمرية (الاسم العلمي: Agave marmorata) هو نوع من النباتات يتبع جنس الباهرة من الفصيلة الهليونية.